# De Havilland DH.18
Il de Havilland DH.18 fu un biplano inglese studiato per il trasporto passeggeri realizzato negli anni venti.

## Storia

### Design e sviluppo
Il DH.18, a differenza di altri aerei del periodo destinati a scopo civile, fu il primo velivolo realizzato dalla de Havilland espressamente per scopi commerciali; fu pensato come un biplano a singolo motore, un Napier Lion 12 cilindri, realizzato in legno, con il pilota posto in una cabina aperta dietro le ali e i passeggeri ospitati in una cabina di compensato chiusa. Il primo prototipo volò agli inizi del 1920.

### Impiego
Il primo DH.18 fu consegnato alla compagnia aerea Aircraft Transport and Travel per essere utilizzato sulla rotta Croydon-Parigi, ma il velivolo andò distrutto durante un atterraggio di fortuna poco dopo la partenza da Croydon il 16 agosto 1920. Altri due esemplari di DH.18, sempre da consegnare alla Aircraft Transport and Travel, erano in costruzione quando l'Airco fallì e fu rilevata dalla BSA, la quale non ebbe più interesse nello sviluppo e produzione di aerei. Geoffrey de Havilland fondò di conseguenza la de Havilland Aircraft Company che completò i due aerei rimasti fermi in cantiere, montando un motore più potente e un carrello per l'atterraggio e ribattezzando i mezzi in DH.18A.
L'Aircraft Transport and Travel chiuse i battenti agli inizi del 1921, a causa della forte concorrenza delle compagnie aeree francesi. Nel marzo del 1921 il governo inglese concesse sussidi temporanei alle compagnie aeree britanniche mentre l'Air Ministry acquistò diversi velivoli moderni da concedere in leasing alle compagnie in difficoltà. I tre DH.18A appartenenti alla AT&T andarono così alla Instone Air Line nel giugno del 1921 e poi uno di questi passò alla Daimler Hire Ltd in aprile del 1922 solo per essere distrutto pochi giorni dopo nei cieli della Francia a causa di una collisione con un Farman F.60 Goliath.

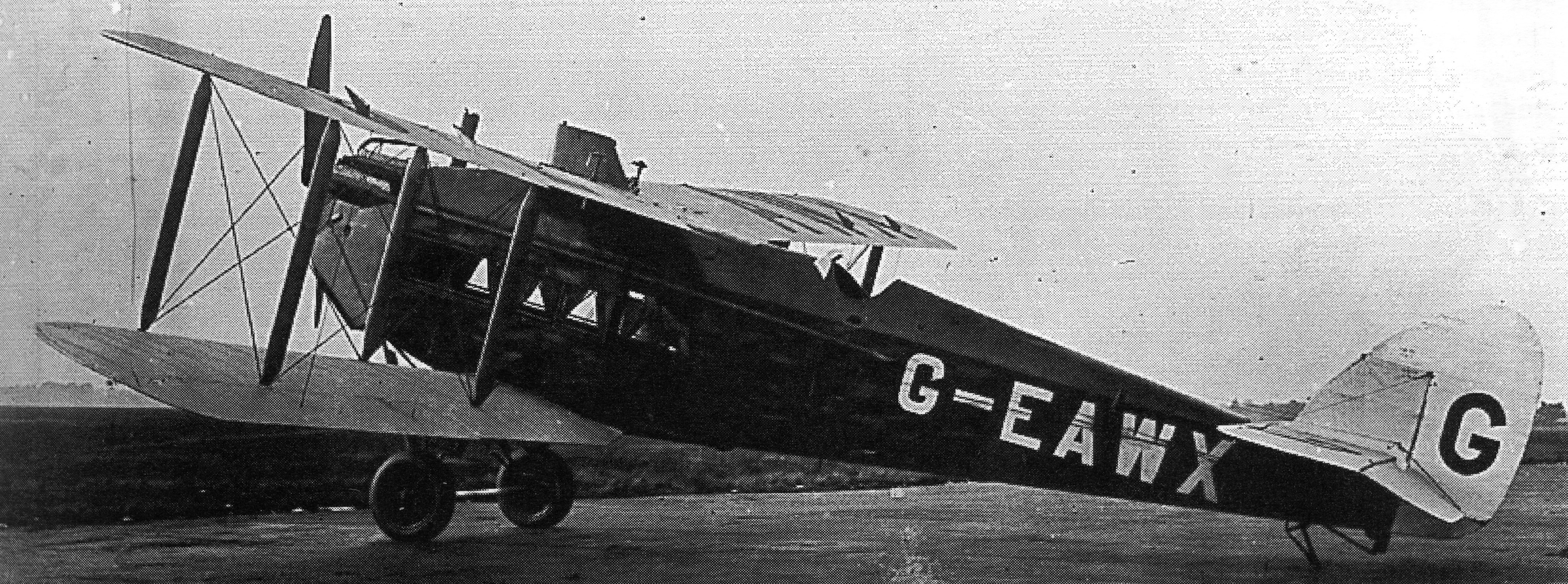
Un DH.18B ripreso nel 1921.

Gli ultimi due esemplari costruiti, denominati DH.18B e realizzati con una fusoliera totalmente in compensato, servirono per conto della Instone per un breve periodo prima di essere smantellati.
Il DH.18 fu ritirato dal servizio commerciale nel 1923; è importante far notare che un velivolo, denominato G-EARO, volo per ben 144.834 km totali senza nessun incidente. Due aerei vennero utilizzati come banco di prova e uno di questi venne utilizzato in un esperimento per testare quanto tempo poteva rimanere a galla dopo un ammaraggio voluto. Il test venne eseguito il 2 maggio 1924 al largo di Felixstowe e il velivolo galleggiò per 25 minuti. L'altro aereo fu utilizzato come banco prova fino al 1927, quando venne definitivamente demolito.

## Versioni
DH.18Prototipo - denominato G-EARI.
DH.18APrima versione in produzione  con modifiche suo carrello e sul motore. Tre esemplari - (G-EARO, G-EAUF, G-EAWO).
DH.18BFusoliera interamente in compensato e peso totale incrementato. Due esemplari - (G-EAWW and G-EAWX).

## Utilizzatori
Regno Unito
- Aircraft Transport and Travel
- Instone Air Line
- Daimler Hire Ltd
- Handley Page Transport